# Mikes Mihály (kancellár)
Mikes Mihály (1613 k. – 1662. november 15.) erdélyi nemesúr, 1656–1660 között erdélyi kancellár, 1658–1660 között a fejedelmi tanács tagja.

## Élete
Szülei Mikes Zsigmond és Imecs Borbála, testvérei Mikes Kelemen (ítélőmester, †1686), Mikes János és Mikes Ilona voltak. 1628-29-ben a bécsi jezsuita kollégiumban, utána öt évig különböző európai egyetemeken tanult. Szalárdi János Siralmas krónikája szerint 1637-ben testvére, Mikes János szerelmes lett Tarnóczy Sárába, aki nem viszonozta érzelmeit, de a három Mikes fivér, János, Mihály és Kelemen elrabolták. A lányrablás miatt I. Rákóczi György az országgyűlés elé idézte a testvéreket, akik azonban Moldvába szöktek, és ott Vasile Lupu fejedelem szolgálatába álltak. Néhány év múlva Rákóczi megkegyelmezett nekik, és Mikes Mihály 1644–45-ben már az erdélyi tüzérség parancsnoki tisztét töltötte be.
II. Rákóczi György idejében 1648-tól az udvari lovasság alkapitánya volt, 1652-től katonai tisztsége mellett a fejedelmi tábla ülnöke is volt, 1656-tól kancellár, 1658-tól a fejedelmi tanács tagja volt. 1650-től a lengyelországi diplomácia egyik kulcsembere volt, katolikus vallása miatt azonban egyes ügyek tárgyalásából a református fejedelem kizárta. Az 1657. évi lengyelországi hadjáratban a táborkar (vezérkar) egyik tagja volt. 1658-ban Rákóczi Bethlen Farkas társaságában Bécsbe küldte követként,  I. Lipót segítségét kérve a törökök ellen. Ugyanebben az évben Havasalföldre vonult hadba a törökök ellen.
A fejedelem halála után az özvegy Báthory Zsófiával Munkácsra költözött, és a Rákóczi-javak főkormányzójaként szolgálta. Részt vett abban a katolikusok és reformátusok közötti hitvitában, amelyet 1660. őszén (szeptember 30. - október 1.) tartottak Sárospatakon, Báthory Zsófia és fia, I. Rákóczi Ferenc katolikus hitre térítése érdekében.
Felesége, Paczolai Borbála unitárius vallású volt. Gyermekük nem született.